# قوتشعلي
قوتشعلي هي قرية في مقاطعة ماكو، إيران. عدد سكان هذه القرية هو 145 في سنة 2006.